# Eurazië
Eurazië is het grootste continent op aarde. Het omvat het vasteland van de werelddelen Europa en Azië. Het wordt begrensd door de Noordelijke IJszee in het noorden, de Grote Oceaan in het oosten, de Indische Oceaan en de Middellandse Zee in het zuiden en de Atlantische Oceaan in het westen. In het zuidwesten grenst Eurazië met een smalle landengte aan het continent Afrika. Daarmee is Eurazië deel van de grotere Afrikaans-Euraziatische landmassa. Geologisch gezien beslaat het continent Eurazië alleen het vasteland, maar de eilanden die tot de werelddelen Europa en Azië worden gerekend, worden doorgaans ook tot de regio Eurazië gerekend. De regio Eurazië herbergt ongeveer 5,4 miljard mensen, ca. 67,5% van de gehele wereldbevolking.

## Europa en Azië
Gewoonlijk wordt het gebied ten westen van de Oeral en de Bosporus tot Europa gerekend en het gebied ten oosten daarvan tot Azië. Er zijn echter geen geofysische gronden om Eurazië op te delen in twee afzonderlijke werelddelen, zoals wel algemeen gebruikelijk is. De scheiding tussen de werelddelen Europa en Azië is historisch gegroeid en cultureel bepaald en gaat terug op de oude Grieken. Onder Europa verstonden zij min of meer de huidige Balkan, en onder Azië het huidige Klein-Azië. Sommige van de oude Grieken rekenden het westelijk deel van Anatolië tot Europa, tot aan het Taurusgebergte, waarachter Mesopotamië begint, evenals de rivieren de Koera (Cyrus) en de Rioni (Phasis), waarachter de Grote Kaukasus ligt.
In het Romeinse wereldbeeld bestond de aarde uit slechts drie complementaire continenten: Libië (waarmee heel Afrika aangeduid werd), Europa en Azië.

## Eurazianisme
Het Eurazianisme is een geopolitieke filosofie die stelt dat de Russische beschaving noch Westers (Europees), noch Oosters (Aziatisch) is, maar op zichzelf staat, en een Euraziatisch karakter draagt.  